# Дим (Амурская область)
Дим — село в Михайловском районе Амурской области России. Административный центр и единственный населённый пункт Димского сельсовета.

## География
Село Дим стоит на правом берегу реки Дим (левый приток Амура), в 8 км до её устья, вблизи российско-китайской границы.
Дорога к селу Дим идёт на запад от районного центра Поярково, расстояние — 20 км.
На северо-запад от села Дим идёт дорога к селу Нижняя Полтавка, на юго-запад — к селу Новопетровка.

## Население
| 2002 | 2010 | 2012 | 2013 | 2014 | 2015 | 2016 |
| ---- | ---- | ---- | ---- | ---- | ---- | ---- |
| 961  | ↘836 | →836 | ↘802 | ↘787 | ↘740 | ↘711 |
| 2017 | 2018 | 2021 |      |      |      |      |
| ↘703 | ↘681 | ↘536 |      |      |      |      |

## Улицы
| - ул. Дачная, - ул. Заставская, - ул. Затонная, - ул. Курская, | - ул. Луговая, - ул. Набережная, - ул. Новая, - ул. Переселенческая, | - ул. Победы, - ул. Садовая, - ул. Славинская, - ул. Советская, | - ул. Строительная, - ул. Центральная, - ул. Школьная, - ул. Юбилейная. |